# Benh Zeitlin
Benjamin Harold Zeitlin nascut el 14 d'octubre de 1982) és un cineasta estatunidenc, conegut per dirigir i coescriure la pel·lícula de 2012 Bèsties del sud salvatge, per la qual va rebre dues nominacions als Premis Oscar.

## Primers anys
Zeitlin va néixer a Manhattan i es va criar a Sunnyside (Queens), Nova York, i als suburbis de Hastings-on-Hudson, NY. Es va graduar a la Hastings High School i a la Universitat Wesleyana. Era fill dels escriptors i folkloristes Mary Amanda Dargan i Steven Joel Zeitlin, que fundaren l’ONG cultural NYC City Lore. El seu pare, que és jueu, va passar la major part de la seva infantesa al Brasil; la seva mare ve d'origen rural, protestant de Darlington (Carolina del Sud). La seva germana petita és la guionista i artista Eliza Zeitlin.

## Carrera
El 2004, Zeitlin va cofundar la col·lecció independent de cineastes Court 13, que porta el nom d'una pista d'esquaix descuidada de la Universitat Wesleyana que ell i els seus amics havien demanat una vegada com a lloc de rodatge. La seva germana petita Eliza Zeitlin i ell es van traslladar a Nova Orleans mentre feia el seu primer curtmetratge, Glory at Sea, el 2008.
El 2012 la primera pel·lícula de Zeitlin, Bèsties del sud salvatge, adaptació de l’obra Juicy and Delicious de Lucy Alibar, va guanyar el premi Caméra d'Or al Festival Internacional de Cinema de Canes, el Gran Premi del Jurat Dramàtic al Festival de Cinema de Sundance, i el Premi del Jurat al Festival de Cinema Americà de Deauville de 2012. La pel·lícula va guanyar el premi del públic del Festival de Cinema de Los Angeles a la millor pel·lícula narrativa i el premi Space Needle d'or del Festival Internacional de Cinema de Seattle al millor director. Zeitlin també va rebre un premi humanitari pel seu treball al cinema als Premis Satellite de 2012. En particular, Zeitlin va dirigir Bèsties del sud salvatge i en va compondre la banda sonora.

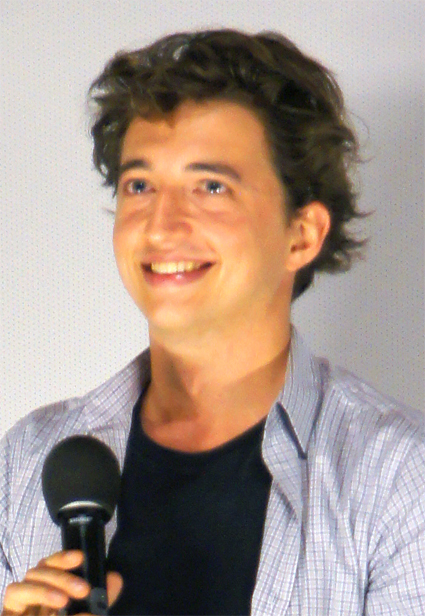
Zeitlin al Festival de Cinema Fantàstic de Berlín, 26 d'agost de 2012.

Pel seu treball de direcció i guió a Bèsties del sud salvatge, Zeitlin va reunir diversos premis i nominacions addicionals. Als Gotham Independent Film Awards del 2012 va guanyar el premi al millor director novell. En la mateixa cerimònia de lliurament de premis, Zeitlin va rebre el premi Bingham Ray inaugural, que homenatja el cineasta independent que va morir el 2012. Zeitlin també va guanyar un Premi Humanitas (com a coguionista/director; compartit amb Alibar com a coguionista), entre altres premis. També va rebre dues nominacions als Premis Oscar de 2012: millor director i millor guió adaptat (compartit amb Lucy Alibar), i la pel·lícula en si va ser nominada a la millor pel·lícula.
El 2019, es va revelar que Zeitlin dirigiria el seu proper llargmetratge Wendy a Montserrat, una illa al sud de l'illa d'Antigua. Inspirat en Peter Pan, Zeitlin va descriure la pel·lícula com "una història d'amistat-amor-aventures d'ella i d'un noi jove alegre, imprudent i que busca plaer mentre s'envolupen dins i fora de la joventut i com l'ecosistema que els envolta es dirigeix cap a la destrucció."

## Filmografia
Curtmetratges
- Egg (2005)
- Origins of Electricity (2006)
- Glory at Sea (2008)

Llargmetratges
- Bèsties del sud salvatge (2012)
- Wendy (2020)

## Premis
Zeitlin va rebre el 2012 el premi a l'enginy americà de la revista Smithsonian en la categoria d'arts visuals.